# Lengyel László Béla
Lengyel László Béla (Pécs, 1891. február 6. – Marosvásárhely, 1957. december 12.) magyar zeneszerző.

## Életútja
Pályáját tanítóként kezdte, feljáró hallgatóként Kacsóh Pongrác tanítványa volt a budapesti Zeneművészeti Főiskolán. Mint hadifogoly került Brassóba (1919), ahol a brassói Magyar Dalárda (1925), majd a Törekvés munkásdalárda (1926) karnagya lett. Utoljára a marosvásárhelyi Magyar Népi Együttes kórusát vezette. Dallamokat írt Petőfi, Gárdonyi, Ady, Szép Ernő, Kosztolányi, Reményik, Nikodémusz Károly verseire, megzenésítette Zajzoni Rab István Leánymező c. versét, lejegyezte a legeredetibb hétfalusi csángó guzsalyast és a borica-tánc eredeti dallamát.

## Kapcsolódó információk
- Szabó Sámuel: Lengyel László Béla, a dallamok mestere. Brassói Lapok, 1979/1.